# Prsna kost
Prsna kost (lat. sternum) plosnata je kost u obliku mača. Sastoji se od tri dijela: 
- drška prsne kosti (lat. manubrium sterni)
- trupa prsne kosti (lat. corpus sterni)
- vrška prsne kosti (lat. processus xyphoideus).

Vršak je najmanji dio sternuma i može biti različitih oblika. U djetinjstvu je građen od hrskavice, a okošta do 40. godine života.
Gornji dio prsne kosti je urezan i taj urezani dio se zove incisura iugularis, a može se napipati kao udubljenje ili iugulum.